# Dallas (tv-serie)
 For alternative betydninger, se Dallas (flertydig). (Se også artikler, som begynder med Dallas)
Dallas (engelsk: Dallas) er en amerikansk tv-serie, der blev vist i 14 sæsoner på CBS i perioden 1978-91. Der er tale om en dramatisk sæbeopera, der er centreret om den stenrige Ewing-familie, der har sin rigdom fra olie og kvægavl i Texas. Familiens aldrende overhoved er Jock, der sammen med sin kone Ellie har børnene J.R. (gift med Sue Ellen), Gary (gift med Valene og far til Lucy) og Bobby (gift med Pam), og seriens omdrejningspunkt er de forskellige familiemedlemmers intriger og hemmeligheder.
Serien blev også sendt på dansk tv i DR. I Danmark blev første episode sendt anden juledag 1980. Et spin-off, Knots Landing (senere kaldt Glitter), blev sendt for første gang i USA i 1979 (og i Danmark i 1988).
Serien blev genoptaget af Cynthia Cidre og produceret af Warner Horizon Television, sendt på TNT fra 13. juni 2012 til 22. september 2014. Serien bragte flere stjerner fra den originale serie tilbage, herunder Patrick Duffy som Bobby Ewing, Linda Gray som Sue Ellen Ewing, Ken Kercheval som Cliff Barnes, og Larry Hagman som J.R. Ewing. Sammen med den næste generation af figurer, herunder Josh Henderson som John Ross Ewing III, søn af J.R. og Sue Ellen Ewing; Jesse Metcalfe som Christopher Ewing, den adopterede søn af Bobby og Pamela Barnes Ewing; og Julie Gonzalo som Pamela Rebecca Barnes, datter af Cliff Barnes og Afton Cooper.
Serien blev lavet til TNT, søsterselskab til Warner Bros. Television, der har ejet den originale serie siden sin køb af Lorimar Television (det originale shows produktionsselskab) i 1989. Den 8. juli 2011, efter at have set den afsluttede pilotepisode, TNT gav et grønt lys for serien med en 10-episodes ordre og premiere den 13. juni 2012. Den 29. juni 2012 fornyede TNT Dallas for en anden sæson bestående af 15 episoder, der havde premiere den 28. januar 2013. Den 30. april 2013 fornyede TNT Dallas for en tredje sæson bestående af 15 episoder, der havde premiere mandag den 24. februar 2014. Den 3. oktober 2014 blev serien annulleret af TNT efter tre sæsoner på grund af retttighedproblemer.

## Ingmar Bergman omDallas
I Røster i radio udtalte Ingmar Bergman om Dallas: "Den er så fuldstændig fantastisk elendig, at man kan regne alt ud på forhånd. Jeg har funderet over, hvor hæmningsløst fælt dette er. Alt er åbenbart muligt, hvis man lader alle kunstneriske og moralske hæmninger falde. Det er overordentligt fængslende! Jeg kan ikke lade være med at gruble over det her fantastiske pladder - og over, at så mange mennesker ser den! Jeg tror, det skyldes et behov for eventyr, et bundløst behov. Som børn ville vi høre det samme eventyr igen og igen. Det får vi her. Dallas er fascinerende! Jeg ser det ofte og gerne..."
NRK hævdede i starten, at de ikke fik plads til serien, mens Danmarks Radio standsede Dallas en søndag før jul, midt i en scene, hvor Cliff Barnes opdager en druknet kvinde i bassinet. Videoselskabet VIP Scandinavia fra Bergen købte rettighederne op og tjente en formue på salg af videoer med episoderne i Norge og Danmark. Svenske aviser skrev over 2.000 artikler om "Dallas-kuppet". I to døgn kørte historien på lystavlen udenfor Ekstra Bladet, som skrev: "Video-firma klar til at skovle penge ind: Snuppede Dallas for næsen af TV."

## Medvirkende

### Oprindeligt medvirkende
- Larry Hagman som J.R. Ewing (1978–1991 – hele serien) – Ældste søn af Jock Ewing og Miss Ellie.
- Patrick Duffy som Bobby Ewing (1978–1985, 1986–1991) – Yngste søn af Jock Ewing og Miss Ellie.
- Linda Gray som Sue Ellen Ewing (1978–1989, 1991) – J.R.'s alkoholiserede hustru.
- Victoria Principal som Pamela Barnes Ewing (1978–1987) – Bobbys hustru.
- Jim Davis som Jock Ewing (1978–1981) – Grundlæggeren af Ewing Oil og familiens patriark.
- Barbara Bel Geddes som Miss Ellie Ewing (1978–1984, 1985–1990) – Jocks hustru, hvis familie var de oprindelige ejere af Southfork Ranch.
- Charlene Tilton som Lucy Ewing Cooper (1978–1985, 1988–1990) – Gary og Vals datter.
- Steve Kanaly som [Ray Krebbs (1978–1988) – Arbejdsleder på Southfork. Jocks uægte søn.
- Ken Kercheval som Cliff Barnes (1978–1991 – hele serien) – Pams bror, hvis mål er at bekæmpe familien Ewing i almindelighed og J.R. i særdeleshed.

### Yderligere medvirkende
- Susan Howard som Donna Culver Krebbs (1979–1987) – politiker, der gifter sig med Ray.
- Howard Keel som Clayton Farlow (1981–1991) – respektabel, med til tider opfarende, oliemagnat.
- Priscilla Presley (1983–1988), Morgan Fairchild (enkelte afsnit i 1978) og Francine Tacker (enkelte afsnit i 1980) som Jenna Wade – Bobbys første kærlighed før Pam.
- Donna Reed som Miss Ellie (1984–1985)
- Dack Rambo som Jack Ewing (1985–1987) – Jocks nevø.
- Sheree J. Wilson som April Stevens Ewing (1986–1991) Jack's ex-hustru, der til sidst gifter sig med Bobby.
- George Kennedy som Carter McKay (1988–1991) – Bliver chef for WestStar oil.
- Cathy Podewell som Cally Harper Ewing (1988–1991) – J.R.'s unge anden hustru.